# Pavel Haas

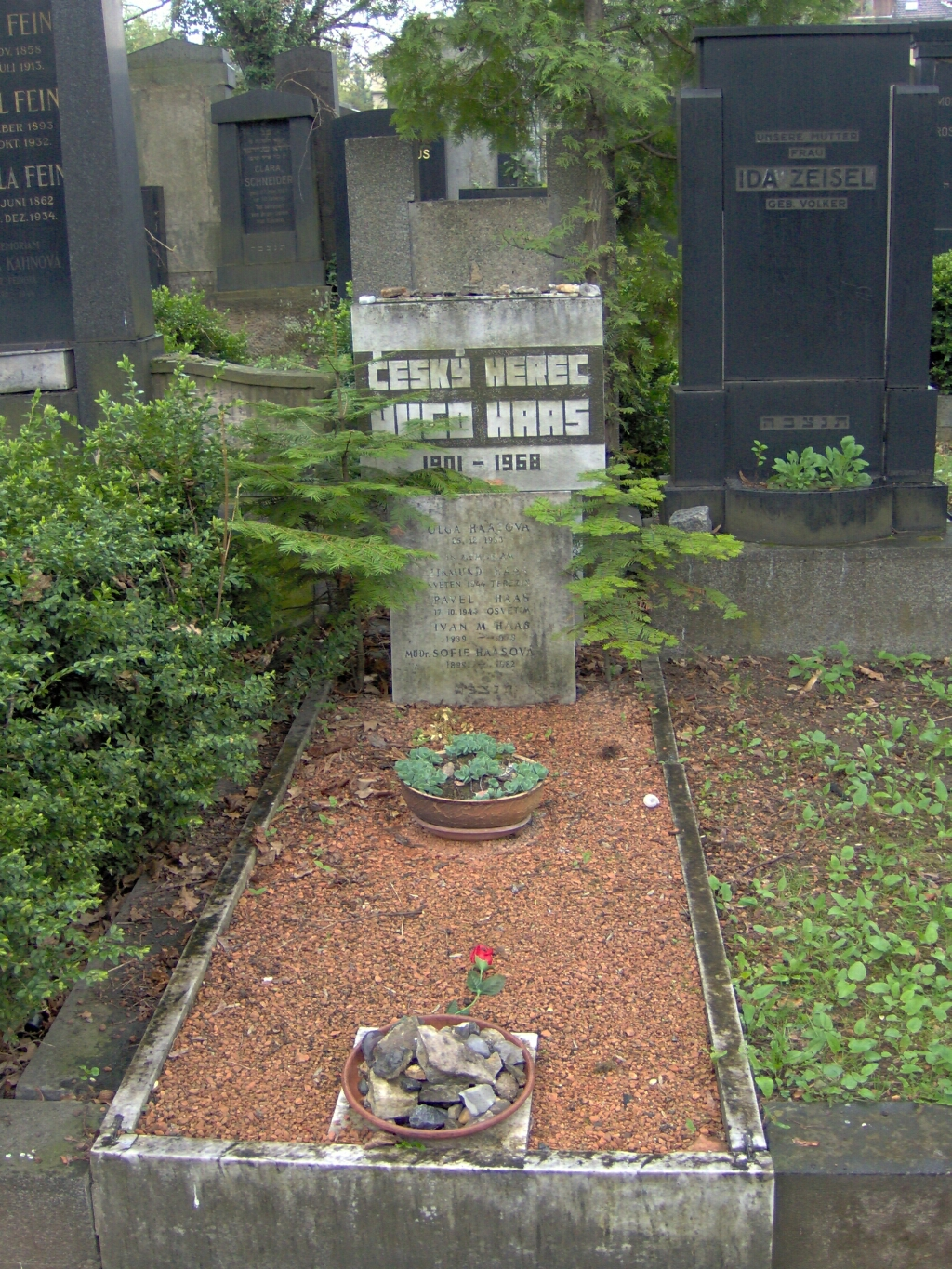
Grób rodziny Haas na cmentarzu żydowskim w Brnie

Pavel Haas (ur. 21 czerwca 1899 w Brnie, zm. 17 października 1944 w Auschwitz-Birkenau) – czeski kompozytor pochodzenia żydowskiego; brat aktora Hugo Haasa.
W latach 1921–1922 studiował w konserwatorium w Brnie u Leoša Janáčka. Poza komponowaniem nauczał także prywatnie kompozycji. Podczas okupacji niemieckiej był więźniem obozu koncentracyjnego Theresienstadt, następnie niemieckiego obozu zagłady Auschwitz-Birkenau, gdzie zginął w komorze gazowej.

## Wybrane kompozycje
- Fata morgana op. 6 na tenor, kwartet sm. i fortepian (sł. R.Tagore), 1923
- I Kwartet smyczkowy op. 3, 1920
- II Kwartet smyczkowy op. 7 (z jazz-bandem ad libitum), 1925
- III Kwartet smyczkowy op. 15, 1938
- Kwintet dęty op. 10, 1929
- 4 písně na slova čínské poesie na bas i fortepian (tłum. B.Mathesius), 1944
- 7 písní v lidovém tonu op. 18 na sopran, tenor i fortepian, 1940
- Předehra pro rozhlas op.11 na 4 głosy męskie i małą orkiestrę, (sł. H.Haas), 1931
- Šarlatán – opera (libretto P.Haas), 1934-1937
- Studie na instrumenty smyczkowe, 1943
- Suita na obój i fortepian, 1939
- Suita op. 13 na fortepian, 1935
- Vyvolená op.8 na tenor, flet, flet piccolo, róg, skrzypce i fortepian (sł. J.Wolker), 1927
- Žalm XXIX op. 12 na baryton, chór żeński, małą orkiestrę i organy, 1932
- Zesmutněle scherzo op. 5 na orkiestrę, 1921